# Del tiempo y la ciudad
Del tiempo y la ciudad (en inglés: Of Time and the City) es una película documental británica de 2008 dirigida por Terence Davies. La película tiene a Davies recordando su vida creciendo en Liverpool en las décadas de 1950 y 1960, utilizando imágenes de noticieros y documentales complementadas con su propia voz en off de comentarios y bandas sonoras de música clásica y contemporánea.
Del tiempo y la ciudad ganó el premio al mejor documental en los premios de la Asociación de Críticos de Cine de Australia en 2009. Tras el éxito de la película, en 2010 se lanzó el sitio web People's Stories: Liverpool Lives con fondos de Heritage Lottery, creado para Of Time and the City productor Sol Papadopoulos por el creador transmedia Krishna Stott. Para el lanzamiento del sitio, los actores Jonathan Pryce, Alexei Sayle y Joe McGann contribuyeron con sus propios recuerdos de la ciudad.

## Recepción
La película fue aclamada casi universalmente, y los elogios se centraron principalmente en su enfoque cálido y sincero. Tiene una puntuación crítica de "fresco certificado" del 95 % en Rotten Tomatoes según 56 reseñas. En Metacritic, tiene un puntaje crítico de 81/100 basado en 9 reseñas, lo que indica una aclamación universal.